# Luís Afonso (cartunista)
Luís Afonso (Aljustrel, 1965) é um cartunista português, residente em Serpa, onde fundou a livraria Vemos, Ouvimos e Lemos, actualmente encerrada. Licenciado em Geografia, colabora com publicações como A Bola (onde publica diariamente Barba e Cabelo), Público (para o qual produz desde 1993 a tira diária Bartoon), Sábado ou Jornal de Negócios.

## Biografia
Nasceu na vila de Aljustrel. Frequentou a Faculdade de Letras de Lisboa, onde estudou geografia, tendo concluído o curso em 1988.
Após terminar os estudos fixou-se em Serpa, onde foi professor do ensino secundário, e técnico superior na Câmara Municipal, como parte da Associação de Municípios da Margem Esquerda do Guadiana. Esteve igualmente integrado na Associação Terras Dentro, em Alcáçovas, onde colaborou no primeiro programa comunitário Leader.
Iniciou a sua colaboração com a imprensa ainda durante o período de estudante, e em 1995 começou a dedicar-se exclusivamente à produção de cartoons. Trabalhou em vários orgãos de informação, incluindo os jornais A Bola, Público e Jornal de Negócios, e a estação de rádio Antena 1, da Rádio Televisão Portuguesa.
Recebeu o Prémio Amadora Cartoon 2011, atribuído no Festival de BD da Amadora.
Em 2014, foi exibida na RTP a série de animação A Mosca, com argumento e desenho de Luís Afonso.

## Algumas obras publicadas
- Barba e Cabelo
- Selecção
- Bartoon
- Bartoon 2
- Bartoon 3
- 10 Anos Bartoon
- Futebol por Linhas Tortas
- Sociedade Recreativa
- RIbanho (com desenhos de Carlos Rico)
- O Comboio das Cinco